# Donphan
Donphan (japanski: ドンファン Donfan) jedan je od 1025 fiktivnih vrsta Pokémona iz medijske franšize Pokémon, skupa Pokémon videoigara, animiranih serija, manga stripova, knjiga, igraćih karata i drugih medija kojima je tvorac Satoshi Tajiri. Svrha je Donphana u videoigrama, animiranoj seriji i manga stripovima, kao i svrha ostalih Pokémona, borba s divljim Pokémonima – neukroćenim stvorenjima koje igrači i likovi pronalaze dok kreću na razne avanture – i pripitomljenim Pokémonima drugih Pokémon trenera.
Donphan je Pokémon nalik slonu, uveden u drugoj generaciji Pokémon franšize. Jedan je od nekoliko Ashovih primarnih Pokémona koje je koristio tijekom treće generacije u Pokémon animiranoj seriji, razvivši se iz njegovog Phanpyja. Donphan u Nacionalnom Pokédexu zauzima 232. mjesto.
Donphanovo je ime vjerojatno kombinacija riječi "don" i "elephant". Riječ "don" latinskog je podrijetla, i označava zub, odnoseći se na Donphanove impresivne kljove, koje su zapravo produženi zubi. "Don" također znači kralj u španjolskom jeziku, a također bi mogla vući korijen iz riječi "mastodon", drevnog slona iz doba pleistocena. Riječ "elephant" zapravo je slon na engleskom jeziku, i odnosi se na njegovu veliku sličnost sa stvarnim slonovima.

## Biološke karakteristike
Donphanov fizički izgled uvelike podsjeća na izgled stvarnog slona. Njegova je oklopljena koža tvorena od neprobojne strukture nalik automobilskoj gumi, koja podupire njegovu tehniku Kotrljanja (Rollout) pri kojoj se Donphan sklupča i velikom brzinom hita prema protivniku. Mužjaci također koriste tehniku Kotrljanja jedni protiv drugih kako bi privukli ženke. Ovi Pokémoni posjeduju izrazitu snagu kojom su sposobni srušiti prosječnu kuću, dok je njihova potporna snaga tolika da s lakoćom mogu odvući tegljač. U svakom krdu Donphana, položaj pojedinca mjerljiv je dužinom njegovih kljova, te osoba s lakoćom može odrediti vođu krda. 

## U videoigrama
Donphan je Zemljani Pokémon, prisutan u svim igrama od druge generacije nadalje. Razvija se iz Phanpyja na 25. razini. Iako ga igrač može dobiti razvijanjem Phanpyja, Donphan je dostupan u divljini u igrama Pokémon Silver i Crystal. Njegov prethodni oblik dostupan je u navedenim igrama, kao i u igrama Pokémon Ruby, Sapphire i Emerald u Safari zoni, dok ga je u igrama Pokémon FireRed i LeafGreen moguće pronaći na Sevii otocima.
Donphanova Attack i Defense statistika nalaze se iznad prosjeka i veoma su visoke, dok je ostatak njegovih statistika tek prosječan, ili ispod prosjeka. Kao što je to slučaj sa svima Zemljanim Pokémonima, Donphan je imun na Električne napade, dok je slab na Vodene, Travnate i Ledene napade.

## U animiranoj seriji
Donphan drži mjesto u Pokémon kulturi kao jedan od prvih "preview" Pokémona Gold i Silver generacije. Njegovo prvo pojavljivanje u Hrvatskoj bilo je u prvom Pokémon filmu (Pokémon: The First Movie), gdje je korišten u borbi protiv Ashova Bulbasaura tijekom uvodnog dijela. U ovom filmu, Donphanovo ime nije bilo otkriveno, te je ostalo nepoznanica gledateljima do izlaska igara Pokémon Gold i Silver.
Kasnije, u Johto epizodi "Roll On, Pokémon", Ash nailazi na trenericu s nekoliko Donphana. U epizodi "Date Expectations", Ash i njegovi prijatelji nailaze na otok prepun Donphana u sezoni parenja. Jedan od ovih Donphana je drugačije boje tijela od ostalih (Shiny Pokémon). Tijekom epizode "Reversing the Charges", Ashov se Phanpy razvio u Donphana, i Ash ga je otada koristio u brojnim borbama; iako se razigrana, nestašna i djetinjasta narav Ashova Phanpyja nakon razvoja u Donphana nije promijenila, i dalje je prilično težak protivnik.
Na kraju sezone Borbi bez granica (Battle Frontier), Ash ostavlja svog Donphana (uz Corphisha, Sceptilea i Swellowa) u laboratoriju profesora Oaka prije odlaska u regiju Sinnoh.